# Elecciones legislativas de Francia de 1936
Las elecciones legislativas de Francia para elegir a la decimosexta de la Tercera República Francesa se realizaron el 26 de abril y 3 de mayo de 1936. Esta fue la última legislatura de la Tercera República y las últimas elecciones antes de la Segunda Guerra Mundial.

## Resultados
|  | 19.18 % |

|  | 15.17 % |

|  | 15.23 % |

|  | 6.62 % |

|  | 1.89 % |

|  | 57.78 % |

|  | 16.77 % |

|  | 21.33 % |

|  | 3.82 % |

|  | 41.69 % |

## Bibliografíá
DUPEUX, Georges. Le Front Populaire et les Elections de 1936. París, 1959.
LACHAPPELLE, Georges. Elections Législatives (26 Avril & 3 Mai 1936). Résultats Officiels. París, 1936.